# Jefina
Jefina is een geslacht van uitgestorven kreeftachtigen uit de klasse van de Ostracoda (mosselkreeftjes).

## Soorten
- Jefina celebris Adamczak, 1976 †
- Jefina kaisini Coen, 1985 †
- Jefina larga Malec, 1990 †
- Jefina obtusa Zbikowska, 1983 †
- Jefina ovata Wang (S.), 1983 †
- Jefina romei Coen, 1985 †